# Aspach (Bade-Wurtemberg)
Pour les articles homonymes, voir Aspach.
Aspach est une commune du Bade-Wurtemberg (Allemagne), située dans l'arrondissement de Rems-Murr, dans la région de Stuttgart, dans le district de Stuttgart.
Ville jumelée : Chemillé-en-Anjou.
Aspach est jumelée depuis 1997 avec la ville de Chemillé dans la région des Pays de la Loire (Département Maine-et-Loire) en France, ce jumelage a été élargi en 2007 aux treize communes du Chemillois.